# L'afferratore
L'afferratore (Der Greifer) è un film del 1930 diretto da Richard Eichberg.

## Produzione
Il film fu prodotto dalla Richard Eichberg-Film GmbH e dalla British International Pictures (BIP)
Ne venne girata una versione inglese dal titolo Night Birds diretta da Richard Eichberg e interpretata da Jack Raine.

## Distribuzione
Distribuito dalla Süd-Film, il film uscì nelle sale cinematografiche tedesche il 17 settembre 1930. Venne presentato a Londra, in una versione inglese di 2.670 metri l'8 marzo 1931, distribuito dalla Wardour Films.
In Italia venne distribuito nel settembre 1931 dalla British International Pictures, con una versione di 2178 metri, e venne vietato ai minori di 16 anni.
Nel 1958, uscì un film dallo stesso titolo, Der Greifer, diretto da Eugen York e interpretato sempre da Hans Albers.